# Geilenkirchener Kreisbahn
De Geilenkirchener Kreisbahn was een 38 km lange spoorlijn in Duitsland, die van Alsdorf via Geilenkirchen naar Tüddern liep. Thans bestaat alleen het 5,5 km lange gedeelte tussen Schierwaldenrath en Gillrath nog; Dit gedeelte is het laatste bewaard gebleven stuk 1000 mm-spoor in Noordrijn-Westfalen en wordt als museumspoorlijn geëxploiteerd onder de naam Selfkantbahn.
Opvallend was dat eindstation Tüddern dichter bij het Nederlandse Broeksittard lag dan bij Tüddern, namelijk direct langs de grens met Nederland. Er waren plannen om de lijn door te trekken naar station Sittard (hemelsbreed zo'n drie kilometer verder); dit is om politieke redenen nooit uitgevoerd.
De spoorweg werd op 7 april 1900 opgericht als Geilenkirchener Kreisbahn (GKB). Vanaf de jaren 50 werd het vervoer langzaam afgebouwd, totdat het in 1970 helemaal stopte. Daarna werden de sporen grotendeels opgebroken. De huidige uitbater is de Interessengemeinschaft Historischer Schienenverkehr e.V. (IHS), onder de naam Selfkantbahn rijden er nog treinen op het traject tussen Schierwaldenrath en Gillrath. Opvolger van de Geilenkirchener Kreisbahn was Kreiswerke Heinsberg, dat o.a. busvervoer verzorgde. Later is zij door een fusie opgegaan in WestEnergie und Verkehr. Tot 2014 werd er nog goederenoverslag aangeboden bij station Geilenkirchen. Het bedrijf is in 2015 weer opgesplitst, zodat WestVerkehr nu het busvervoer verzorgt.

## Afbeeldingen

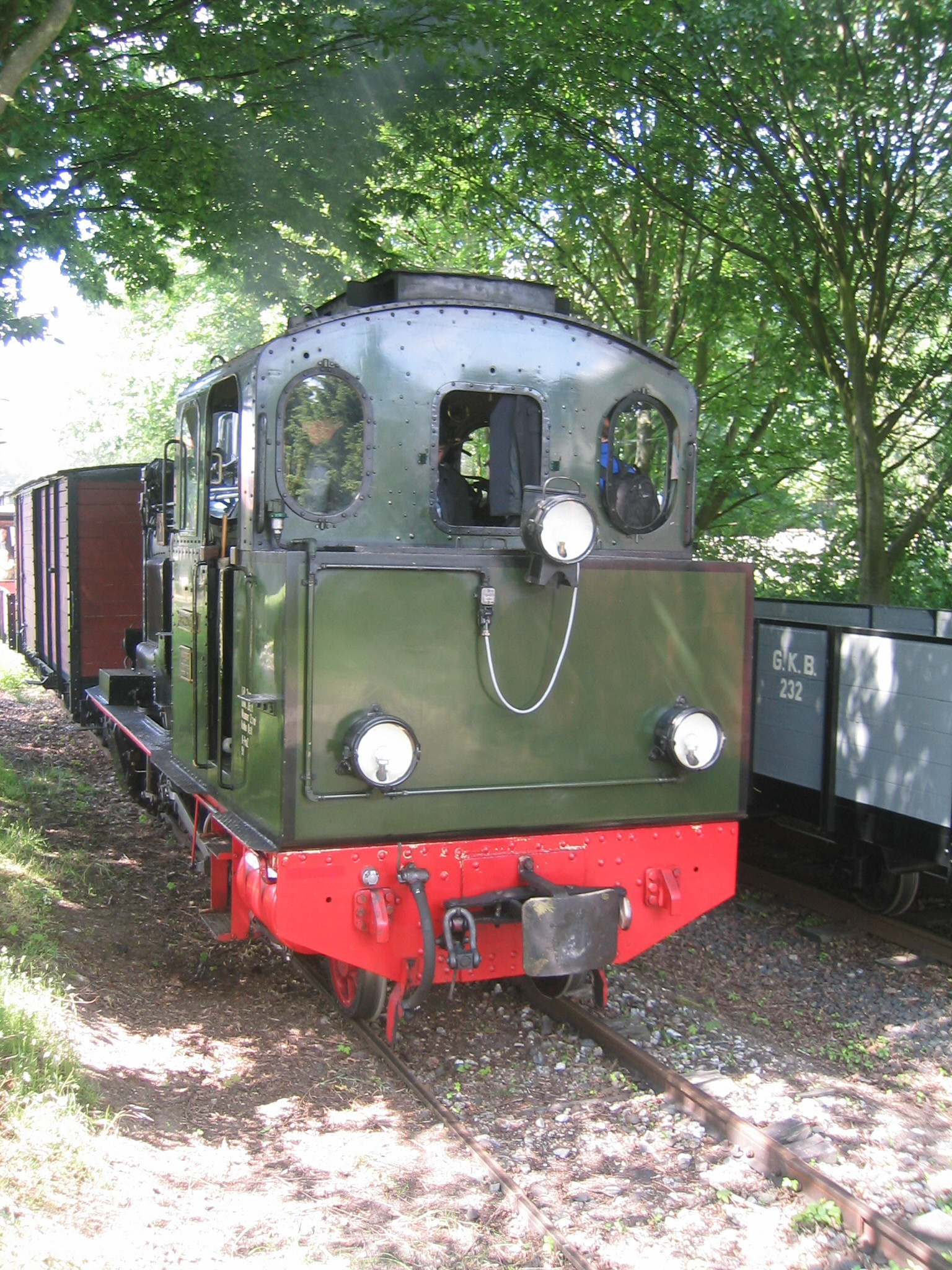
Locomotief 5 'Regenwalde'
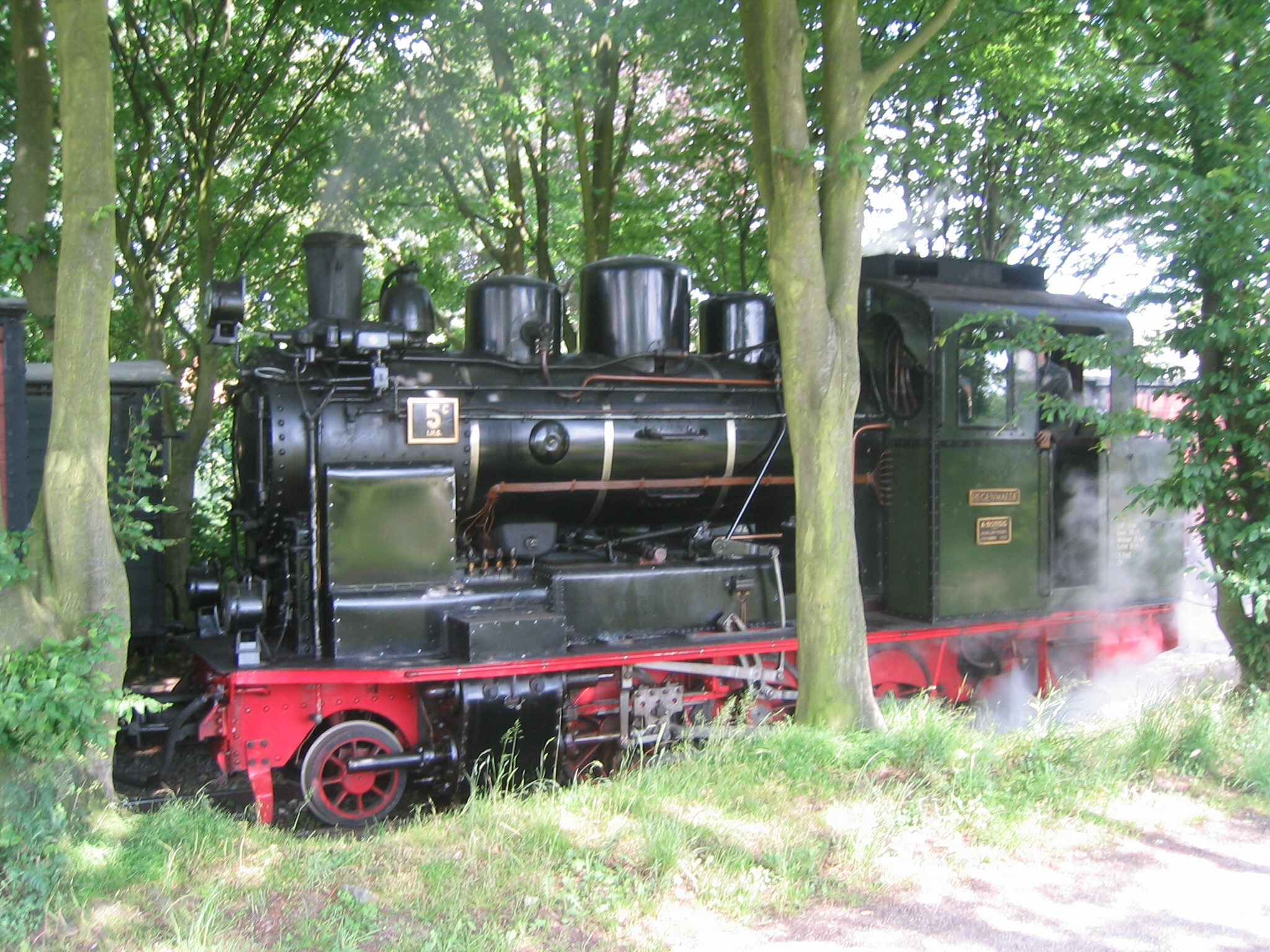
Locomotief 5 'Regenwalde'

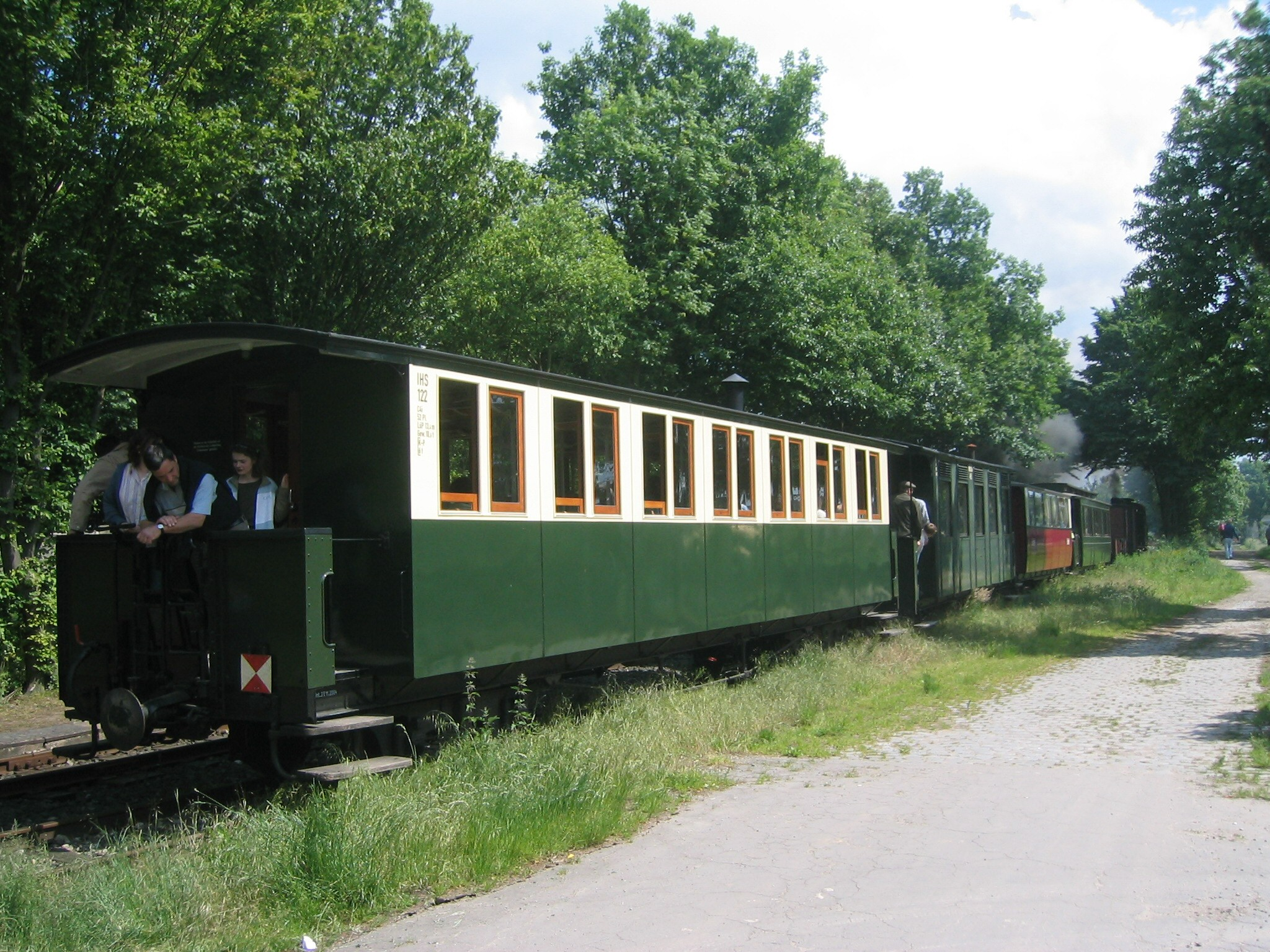
Compleet treinstel
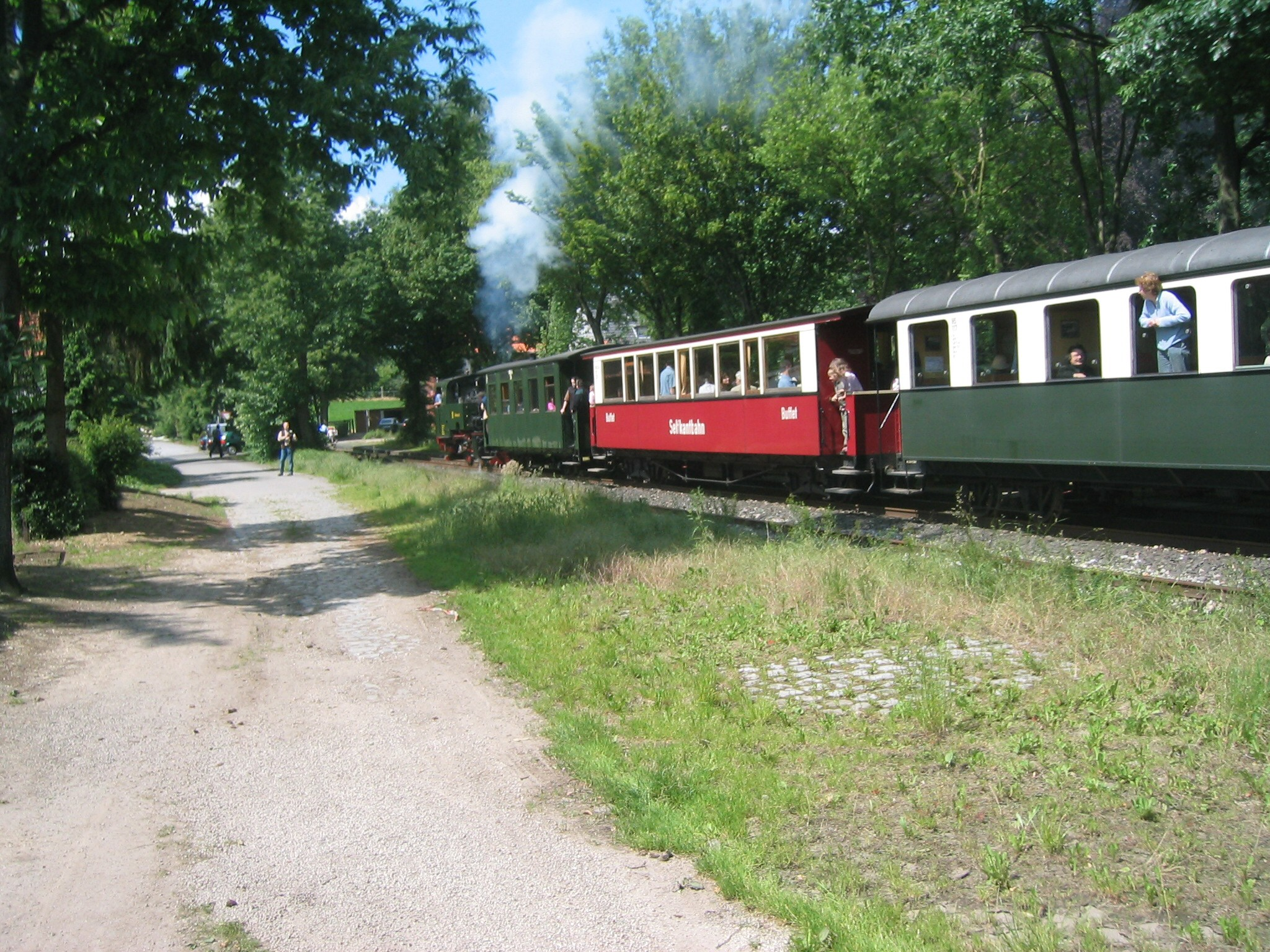
Compleet treinstel

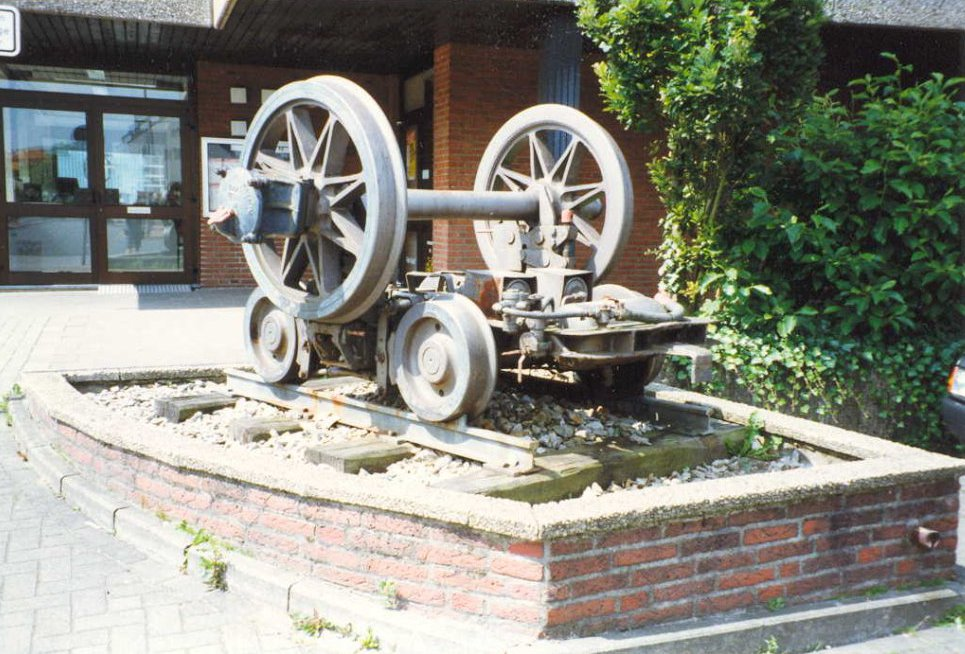
Rolbok voor het vervoer van normaalsporige wagons op het meterspoor van de Kreisbahn